# Symplectoscyphus valdesicus
Symplectoscyphus valdesicus är en nässeldjursart som beskrevs av El Beshbeeshy 1991. Symplectoscyphus valdesicus ingår i släktet Symplectoscyphus och familjen Sertulariidae. Inga underarter finns listade i Catalogue of Life.